# Ковальчук Ганна Миколаївна
Ганна Миколаївна Ковальчук (нар. 1960, село Крилів, тепер Корецького району Рівненської області) — українська радянська діячка, ланкова по вирощуванню цукрових буряків колгоспу «Перше травня» Корецького району Рівненської області. Депутат Верховної Ради УРСР 11-го скликання.

## Життєпис
Освіта середня.
З 1976 року — член ланки, ланкова по вирощуванню цукрових буряків колгоспу «Перше травня» села Крилів Корецького району Рівненської області.
Член КПРС з 1981 року.

## Нагороди
- орден Трудової Слави
- ордени
- медалі